# Эстонский драматический театр
Эсто́нский драмати́ческий теа́тр (эст. Eesti Draamateater) — театр драмы в столице Эстонии, Таллине, ведущий свою историю с 1916 года. Название 1957—1989 годах — Таллинский государственный академический театр драмы им. В. Кингисеппа. Здание театра в 1999 году было внесено в Регистр памятников культуры Эстонии как памятник архитектуры.

## История
Театр ведёт своё начало от драматической группы, основанной в 1916 году при ревельском обществе «Пандорин» актёрами, покинувшими тартуский театр «Ванемуйне». Актёры арендовали помещение в здании принадлежавшем Ревельскому немецкому театру (нем. Revaler Deutsches Theater). 
В современных эстонских источниках датой основания театра указывается 11 октября 1920 года, когда была основана театральная студия (театральное училище) Пауля Сеппа.
Таллинский немецкий театр работал в Таллине с 1795 по 1939 год и был первым профессиональным театром Эстонии (в 1939 году, в связи с репатриацией балтийских немцев, он переехал в Лицманштадт). 
Деятельность труппы под названием «Таллинский драматический театр» продолжалась с незначительным перерывом в 1917—1918 годах, когда отдельные актёры перешли в Театр таллинских рабочих, до 1924 года. С 1923 года стали устраиваться спектакли под открытым небом, а также ставиться детские спектакли. Режиссёры А. Сунне, А. Теэтсов и Э. Тюрк следовали принципам психологического реализма, П. Сепп придерживался импрессионистского и символистского направлений.
В 1924 году труппа опять объединилась с театром «Ванемуйне», а в Таллине по инициативе выпускников театрального училища Пауля Сеппа в том же году открылся театр Драматической студии, который с 1937 года стал называться Эстонским драматическим театром. Первые постановки ставили режиссёры П. Пыльдроос и Р. Энгельберг, они отличались особой театральностью; затем произошёл постепенный переход к более реалистическому направлению (режиссёры Л. Кальмет, К. Алуоя, Р. Тармо, А. Сунне и Э. Тюрк, художник П. Раудвеэ). В репертуаре преобладала эстонская драматургия, в конце 1930-х годов появились постановки зарубежных авторов (К. Чапек, Э. Колдуэлл).
В 1938 году заведующим литературной частью стал Юхан Сютисте.
В марте 1939 году Эстонскому драматическому театру удалось выкупить здание бывшего немецкого театра.
В 1944 году театр получил название Таллинский государственный драматический театр. 
В 1944—1949 годах художественным руководителем театра был П. Пыльдроос.
В 1949 году театр объединился с драматической труппой расположенного по соседству театра «Эстония».
С 1952 года театр начал носить имя Виктора Кингисеппа, в 1957—1989 годах назывался Таллинским государственным академическим театром драмы им. В. Кингисеппа.
История Эстонского драматического театра неразрывно связана с именем получившего мировую известность постановщика Вольдемара Пансо. Поставленные им пьесы формировали образ театра в 1960-х и 1970-х годах. В 1966 году Таллинский государственный академический театр драмы имени В. Кингисеппа был награждён Орденом Трудового Красного Знамени.
C 2006 года директором театра является Рейн Оя (род. 1956). С 2018 года художественным руководителем театра является Хендрик Тоомпере (младший) (род. 1986).
В настоящее время Эстонский драматический театр — крупнейший театр Эстонии с постоянной труппой из 37 актёров и одним постоянным режиссёром. Каждый сезон в репертуаре театра около десяти премьер и более 20 постановок. В течение года Эстонский драматический театр представляет более 500 спектаклей, которые посещают более 100 000 зрителей.

## Здание театра
Здание Ревельского немецкого театра в стиле северного модерна (национального скандинавского романтизма) было заложено в 1908 году по проекту петербургских архитекторов Николая Васильева и Алексея Бубыря и достроено в 1910 году. По замыслу заказчика здание было создано из местного доломитового известняка. 
На фасадах лепнина чередуется с гладкими оштукатуренными поверхностями. Здание имеет высокие узкие окна небольшой площади и плавные вертикальные выступы между каменной рустикой. Боковые фасады подчёркнуты куполообразными лестничными выступами. Оштукатуренные фронтоны крыши окаймлены орнаментом, а над тройным окном главного фасада расположены фигурные рельефы. В центре фронтона расположен герб Таллина. 
Театральный зал изначально был разделён на партер на 374 места, первый балкон и ложи, второй балкон и третий балкон, расположенный на третьем этаже в глубине зала. На фоне белых стен зала выделялись рельефы в стиле модерн: волнистые, еловые, круговые и спиральные мотивы, узоры из цветных квадратов и линейных орнаментов. Ложи, балкон и оркестровая яма были обиты зеленоватым бархатом. Мебель была изготовлена по чертежам А. Бубыря на Мебельной фабрике Лютера.  
Здание было расширено в 1955 году по проекту архитектора Аугуста Тауга: добавлена невысокая балконная пристройка, надстроен четвёртый этаж над актёрскими костюмерными и расширены технические помещения. Во время капитального ремонта 1966 года оригинальная мебель в стиле модерн была демонтирована, а фрески закрашены. В 1968 году на мансардном этаже был достроен зал на 130 мест. В 1983 году интерьеры в стиле модерн были отреставрированы и частично воссозданы по проектам эстонских дизайнеров Сирье Уусбек и Хели Ээнсалу. Светильники были изготовлены в 1980-х годах по оригинальным рисункам. 
Последнее обновление интерьеров было проведено в начале XXI века.
Здание театра отличается выдающейся архитектурой и является старейшим театральным зданием в Эстонии, сохранившимся в своем первоначальном виде.

## Главные режиссёры
- 1927—1944 — Лео Кальмет[2]
- 1952—1969 — Ильмар Таммур[2]
- 1970—1976 — Вольдемар Пансо[2]